# Firmissimam constantiam
Firmíssimam constantiam es la 29.ª encíclica de Pío XI, datada el 28 de marzo de 1937, publicada en el Acta Apostólica Sedis tanto en latín como en español; la versión en este idioma comienza por las palabras, Nos es muy conocida, en ella el papa se refiere a la situación de la Iglesia católica en México en esos momentos, y a la labor que debe desarrollar la Acción Católica en esas circunstancias.

## Contenido
Firmissimam constantiam plane cognitam habemus, grato cum solacio animi Nostri paterni, qua vos, Venerabiles Fratres, sacerdotes et plerique fideles Mexicani catholicam fidem profitemini atque iniquis pbsistitis vexationibus eorum, qui, divinam Christi religionem penitus ignorantes, aut per hostium calumnias depravatam dignoscentes, frustra arbitrantur, se nequire sociales in populi utilitatem reformationes peragere, nisi religioni maximae partis civium repugnando.
Nos es muy conocida y para Nuestro Corazón Paternal gran motivo de consuelo, vuestra constancia, la de vuestros Sacerdotes y la de la mayor parte de los fieles mejicanos en profesar ardientemente la fe católica, y en resistir a las imposiciones de aquellos que, ignorando la divina excelencia de la religión de Jesucristo, y conociéndola sólo a través de las calumnias de sus enemigos, se engañan creyendo no poder hacer reformas favorables al pueblo si no es combatiendo la religión de la gran mayoría.
Inicio de la encíclicaEncíclica Nos es muy conocida, Acta Apostolicae Sedis, vol. 29 p.200

Con esta palabra el papa recuerda la difícil situación que atraviesa la iglesia en México ante la persecución religiosa a que era sometida. Expone en seguida el motivo de la encíclica: reavivar la confianza de los obispos en el auxilio divino, y animarles a cuidar los dos medios más eficaces para la restauración cristina en aquel país: la santidad de los sacerdotes y la formación de lo seglares.

### Atención a los sacerdotes
Ante la dificultad de disponer en México de seminarios bien organizados y tranquilos han podido contar en Roma con el Colegio Pío Latino Americano, y se han servido también de los seminarios en Estados Unidos. El papa congratulándose con los medios que se han puesto recuerdan el interés de explicar convenientemente a todos los clérigos su encíclica Ad Catholici sacerdotii, entenderán así la conveniencia de contar con la colaboración de los seglares. Esa colaboración en la acción apostólica de la Iglesia no fallará

si los sacerdotes se emplean con diligencia en cultivar al pueblo cristiano con una sabia dirección espiritual y con una esmerada instrucción religiosa, no diluida en discursos vanos, sino nutrida de sana doctrina tomada de las Sagradas Escrituras y llena de unción y de fuerza.
Encíclica Nos es muy conocida, Acta Apostolicae Sedis, vol. 29 p.203

Insiste el papa en el papel que puede desempeñar la Acción Católica, tal como la expuso en su encíclica Ubi arcano Dei.

### Tareas que ha de atender la Acción Católica
Por lo demás, en la actual situación de México resulta especialmente necesaria la colaboración de los seglares mediante la Acción Católica, para reconquistar para Dios muchas almas extraviadas. Recuerda la encíclica que ese apostolado ha de ser fruto de una sólida formación interior y un intenso amor a Jesucristo y a las almas por él redimidas. Esa formación asegurará que en labor desarrollada por la acción católica, no se olvidará jamás que a ese fin último se deben también subordinar las obras sociales y económicas y las iniciativas de caridad, pues efectivamente entran dentro su actividad las obras sociales en cuanto miran a los principios de la justicia y de la caridad

Pero, aun cuando la Acción Católica tiene el deber de preparar personas aptas para dirigir tales obras, de señalar los principios, que deben orientarlas, y de dar normas directivas, sacándolas de las genuinas enseñanzas de Nuestras Encíclicas, sin embargo no debe tomar la responsabilidad en la parte puramente técnica, financiera o económica, que está fuera de su incumbencia y finalidad
Encíclica Nos es muy conocida, Acta Apostolicae Sedis, vol. 29 p. 204

A continuación el  papa señala algunas de las tareas que debe atender la acción católica teniendo en cuenta la situación de la Iglesia en ese país. Han de prestar asistencia material y religiosa al obrero, y de igual modo al campesino; poniendo además especial cuidado de los mexicanos emigrantes, para lo que podría establecer algún convenio con las diócesis de Estados Unidos.
Otra labor imprescindible es asegurar una cuidadosa educación y preparación intelectual de los universitarios, pues no solo son la esperanza del mañana sino que también ahora mismo pueden ofrecer servicios a la Iglesia y a la Patria mediante el apostolado con sus compañeros y proporcionando directores bien formados para las diferentes ramas de la Acción Católica.
Además las singulares del país, mueve al papa a señalar que

A todos los católicos mejicanos se les imponen estos dos graves preceptos: el primero negativo, de alejar en cuanto sea posible a los niños de la escuela impía y corruptora; el segundo positivo, de darles una esmerada instrucción religiosa y la debida asistencia para mantener su vida espiritual

### La Iglesia necesita libertad de acción
Por lo demás, una vez establecida esta gradación de valores y actividades, hay que admitir que la vida cristiana necesita apoyarse, para su desenvolvimiento, en medios externos y sensibles; que la Iglesia, por ser una sociedad de hombres, no puede existir ni desarrollarse si no goza de libertad de acción, y que sus hijos tienen derecho a encontrar en la sociedad civil posibilidades de vivir en conformidad con los dictámenes de sus conciencias.
Encíclica Nos es muy conocida, Acta Apostolicae Sedis, vol. 29 p. 208

Es por tanto natural que cuando se ataca la libertad religiosa y cívica los ciudadanos católicos reivindiquen estos derechos. En cualquier caso la Iglesia fomenta la paz y el orden, por esto, aunque la solución práctica dependerá de las circunstancias concretas, no obstante el papa siente el deber de recordar los siguientes principios
1. Estas reivindicaciones tienen razón de medio, o de fin relativo, no de fin último y absoluto;
2. Por su razón de medio deben ser acciones lícitas y no intrínsecamente malas;
3. Han de ser medios proporcionados al fin, hay que usar de ellos en tal modo que no proporcionen a la comunidad daños mayores que aquellos que se quieren reparar;
4. El uso de tales medios y el ejercicio de los derechos cívicos y políticos en toda su amplitud no es en manera ninguna de la incumbencia del Clero ni de la Acción Católica como tales instituciones. (cfr. el texto completo en Nos es muy conocida AAS vol. 29 p.208)

En todo caso, el resultado de la actividad cívica de los católicos mexicanos será tanto más eficaz cuanto mayor sea su visión sobrenatural, su educación religiosa y moral y su celo por la dilatación del Reino de Cristo. Recuerda también el papa, como ya ha indicado en al encíclica que  

algunas actividades que, aunque no le son contrarias, caen fuera del campo de la Acción Católica, como serían las actividades de partidos políticos y las de orden puramente económico- social. Pero existen otras muchas actividades benéficas que se pueden agrupar en torno al núcleo central de la Acción Católica, cuales son las Asociaciones de Padres de Familia para la defensa de las libertades escolares y de la enseñanza religiosa, la Unión de ciudadanos para la defensa de la familia, de la santidad del matrimonio y de la moralidad pública
Encíclica Nos es muy conocida, Acta Apostolicae Sedis, vol. 29 pp. 209-210.

Corresponde a los obispos, y así lo señala la encíclica, dar las últimas decisiones prácticas en todas esas tareas. Reitera el papa su exhortación a la unidad, caridad y paz en el trabajo de la Acción Católica, y pone sus oraciones a los pies de la Virgen de Guadalupe. 